# Roter Herbstkalvill
Der Rote Herbstkalvill ist eine Tafelobstsorte des Kulturapfels. Die  sehr alte Sorte unbekannter Herkunft stand schon 1565 als Echter Rotapfel im fürstlichen Lustgarten in Stuttgart. Er wurde früher in Mitteleuropa sehr häufig angebaut, ist aber mittlerweile sehr selten geworden.
Der Rote Herbstkalvill ist eine pomologische Besonderheit. Der Apfel hat unter der Schale rotes Fruchtfleisch mit intensiv himbeer- bis erdbeerartigem Aroma. Gepresster Apfelsaft ist hellrot, Dörrapfelscheiben sind rosa.
Der Baum ist anfällig für Krankheiten und Schädlinge, benötigt entsprechende Pflanzenschutzmaßnahmen und braucht gute, tiefgründige Böden sowie warme Standorte.
Da das Kernhaus im Vergleich zu den Kernen relativ groß ausfällt, können einige Exemplare „Klapperäpfel“ ausbilden. Beim Schütteln der Frucht klappern die Kerne gut hörbar.

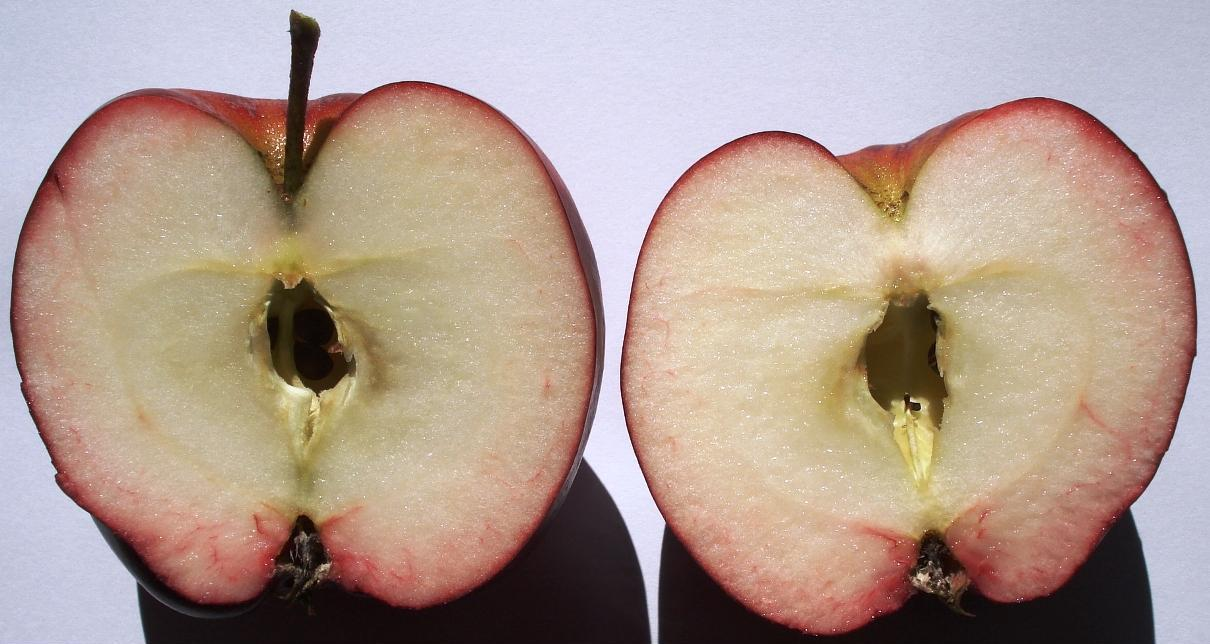
Innenansicht des Roten Herbstkalvills
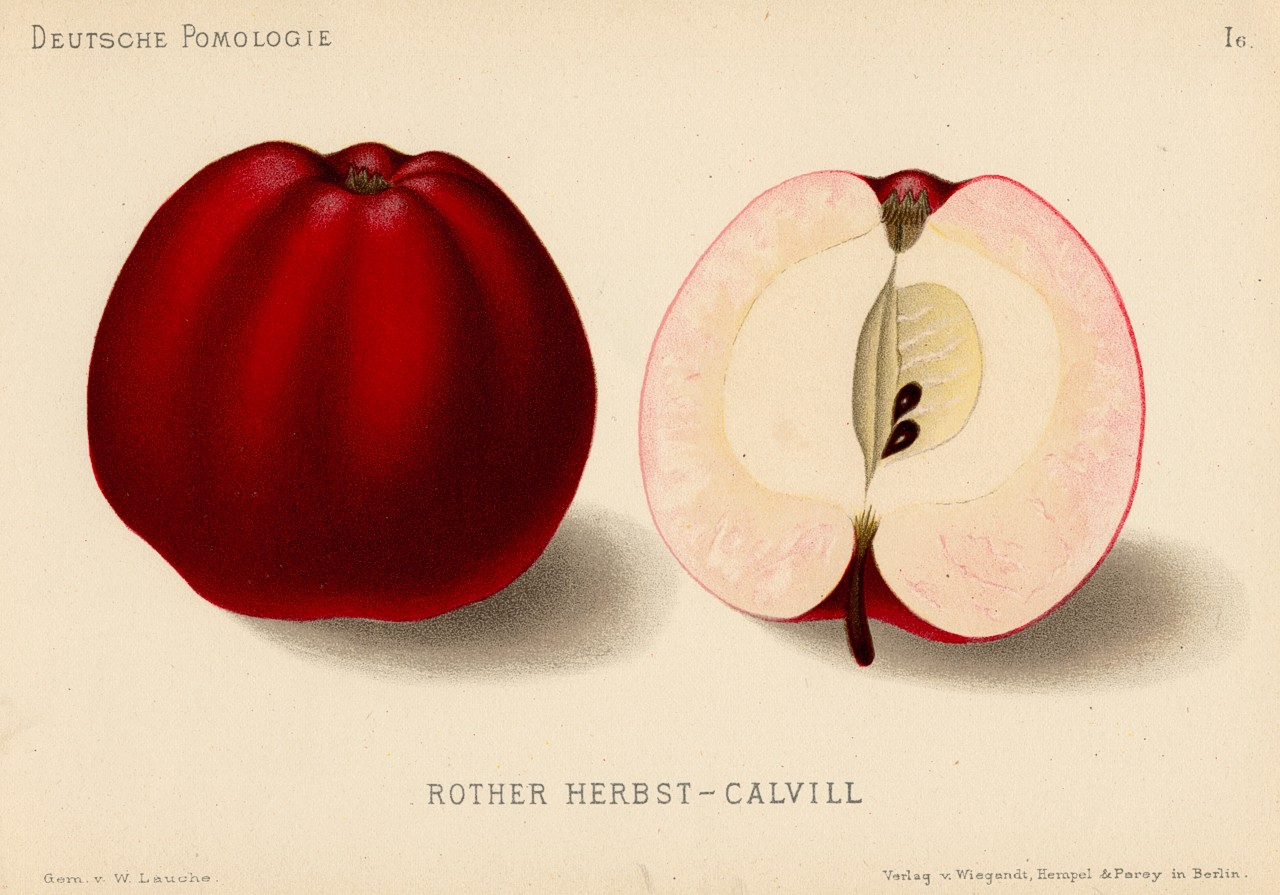
Rother Herbst-Calvill aus "Deutsche Pomologie" 1882

## Einbelege
1. ↑  Roter Herbstkalvill in der BUND-Lemgo Obstsortendatenbank.